# Sächsische XI HT
| Sächsische XI HT DR-Baureihe 9419–21 ÖBB 794 PKP TKw3                                                                    | Sächsische XI HT DR-Baureihe 9419–21 ÖBB 794 PKP TKw3                                              | Sächsische XI HT DR-Baureihe 9419–21 ÖBB 794 PKP TKw3                                              | Sächsische XI HT DR-Baureihe 9419–21 ÖBB 794 PKP TKw3                                              |
| --- | -------------------------------------------------------------------------------------------------- | -------------------------------------------------------------------------------------------------- | -------------------------------------------------------------------------------------------------- |
| Dampflokomotive 94 2105 auf der Drehscheibe des Eisenbahnmuseums in Schwarzenberg/Erzgebirge (2. Juni 2001/foto by geme) | | | |
| Hersteller | Sächsische Maschinenfabrik, Chemnitz                                                               | Sächsische Maschinenfabrik, Chemnitz                                                               | Sächsische Maschinenfabrik, Chemnitz                                                               |
| Anzahl | 10                                                                                                 | 17                                                                                                 | 136                                                                                                |
| Nummernreihe | 2019–2028 94 1901–1908                                                                             | 2001–2018 94 2001–2017                                                                             | 2029–2154 94 2018–2139 94 2151–2152                                                                |
| Indienststellung: | 1910                                                                                               | 1908–1909                                                                                          | 1915–1923                                                                                          |
| Ausmusterung: | bis 1936                                                                                           | bis 1975                                                                                           | bis 1975                                                                                           |
| Achsformel: | E h2t                                                                                              | E h2t                                                                                              | E h2t                                                                                              |
| Gattung: | Gt 55.15                                                                                           | Gt 55.16                                                                                           | Gt 55.16                                                                                           |
| Spurweite: | 1.435 mm                                                                                           | 1.435 mm                                                                                           | 1.435 mm                                                                                           |
| Länge über Puffer: | 12.080 mm                                                                                          | 12.200 mm                                                                                          | 12.390 mm 12.560 mm (ab 2034)                                                                      |
| Dienstmasse: | 74,1 t                                                                                             | 77,3 t                                                                                             | 79,4 t                                                                                             |
| Reibungsmasse: | 74,1 t                                                                                             | 77,3 t                                                                                             | 79,4 t                                                                                             |
| Achsfahrmasse: | 14,82 t                                                                                            | 15,46 t                                                                                            | 15,88 t                                                                                            |
| Treibraddurchmesser: | 1.260 mm                                                                                           | 1.260 mm                                                                                           | 1.260 mm                                                                                           |
| Höchstgeschwindigkeit:                                                                                                   | 45 km/h                                                                                            | 45 km/h                                                                                            | 60 km/h                                                                                            |
| indizierte Leistung: | 860 PS                                                                                             | 860 PS                                                                                             | 860 PS                                                                                             |
| Kolbenhub: | 630 mm                                                                                             | 630 mm                                                                                             | 630 mm                                                                                             |
| Zylinderdurchmesser | 590 mm                                                                                             | 620 mm                                                                                             | 620 mm                                                                                             |
| Kesselüberdruck: | 12 bar                                                                                             | 12 bar                                                                                             | 12 bar                                                                                             |
| Rostfläche: | 2,0 m²                                                                                             | 2,27 m²                                                                                            | 2,30 m²                                                                                            |
| Verdampfungsheizfläche:                                                                                                  | 124,69 m²                                                                                          | 136,34 m²                                                                                          | 136,55 m²                                                                                          |
| Überhitzerfläche: | 36,7 m²                                                                                            | 41,4 m²                                                                                            | 41,4 m²                                                                                            |
| Bremsbauart | Dampfbremse Nachrüstung mit Westinghouse-Druckluftbremse teilweise mit Riggenbach-Gegendruckbremse | Dampfbremse Nachrüstung mit Westinghouse-Druckluftbremse teilweise mit Riggenbach-Gegendruckbremse | Dampfbremse Nachrüstung mit Westinghouse-Druckluftbremse teilweise mit Riggenbach-Gegendruckbremse |

Als Gattung XI {\displaystyle \textstyle {\mathfrak {H}}}T wurden fünffach gekuppelte Tenderlokomotiven der Königlich Sächsischen Staatseisenbahnen für den Güterzugdienst bezeichnet. Die Deutsche Reichsbahn ordnete die Lokomotiven ab 1925 in die Baureihe 9419-21 ein.

## Geschichte
Im Zuge der Reparationsleistungen Deutschlands nach dem Ersten Weltkrieg gingen zwölf Exemplare zur damaligen französischen Staatsbahn ETAT und eine zur französischen Nordbahn; weitere drei Lokomotiven gingen bereits im Ersten Weltkrieg verloren.
Die Deutsche Reichsbahn ordnete die leichteren Maschinen der zweiten Bauserie in die BR 9419 ein, während die schwereren als BR 9420–21 eingeordnet wurden. Die Maschinen der leichteren Bauart wurden schon 1936 ausgemustert.
Alle nach dem Zweiten Weltkrieg in Deutschland verbliebenen Maschinen kamen zur Deutschen Reichsbahn (DR). Die DR erhielt auch zwei nach dem Ersten Weltkrieg im Ausland verbliebene Maschinen zurück und ordnete sie unter den Nummern 94 2151 und 94 2152 ein. Die letzten Maschinen wurden bis in die zweite Hälfte der 1970er Jahre hinein eingesetzt. Das letzte Einsatzgebiet der bei der Deutschen Reichsbahn verbliebenen Lokomotiven war die im Herbst 1975 stillgelegte Steilstrecke von Eibenstock unterer Bahnhof nach Eibenstock oberer Bahnhof.

### ÖBB 794
Die nicht betriebsbereite 94 2110 gelangte nach dem Zweiten Weltkrieg über die Tschechoslowakei und Ungarn nach Österreich. Sie wurde von der ÖBB als 794.2110 eingereiht, aber bereits 1953 wieder aus dem Bestand der ÖBB ausgeschieden, ohne je zum Einsatz gekommen zu sein.
Von den nach dem Krieg in der Tschechoslowakei verbliebenen Lokomotiven waren einige noch eine Weile im Einsatz. Die 94 2021 erhielt sogar noch die ČSD-Nummer 516.0500 und wurde erst 1952 ausgemustert.

### PKP TKw3
In Polen bei den PKP verblieben sechs Maschinen als Baureihe TKw3, von denen die letzte 1976 ausgemustert wurde.
Die letzte noch erhaltene Lokomotive dieser Baureihe – die 94 2105 – befindet sich nach einer geradezu abenteuerlichen Rettung 1977/78 über die Industriebahn im Dresdner Norden und verschiedenen weiteren Stationen heute im Eisenbahnmuseum in Schwarzenberg/Erzgeb.

## Technische Merkmale
Die Maschinen der zweiten Lieferung hatten durch einen verkürzten Kessel und eine Verringerung der Vorräte ein geringeres Gewicht, um auch Nebenstrecken mit schwächerem Oberbau befahren zu können.
Ab der Betriebsnummer 2094 (Baulos 1921) hatten die Lokomotiven ab Werk Druckluftbremsen, ab der Betriebsnummer 2112 (Baulos 1923) wurden die Maschinen mit Oberflächenvorwärmern Bauart Knorr auf dem Langkesselscheitel hinter dem Schornstein ausgerüstet. Die zuvor gelieferten Fahrzeuge wurden alle mit Druckluftbremse und meist auch mit Oberflächenvorwärmer nachgerüstet (Serie von 1908/ 09 nur selten mit Vorwärmer, dann aber auch seitlich neben dem Schornstein).

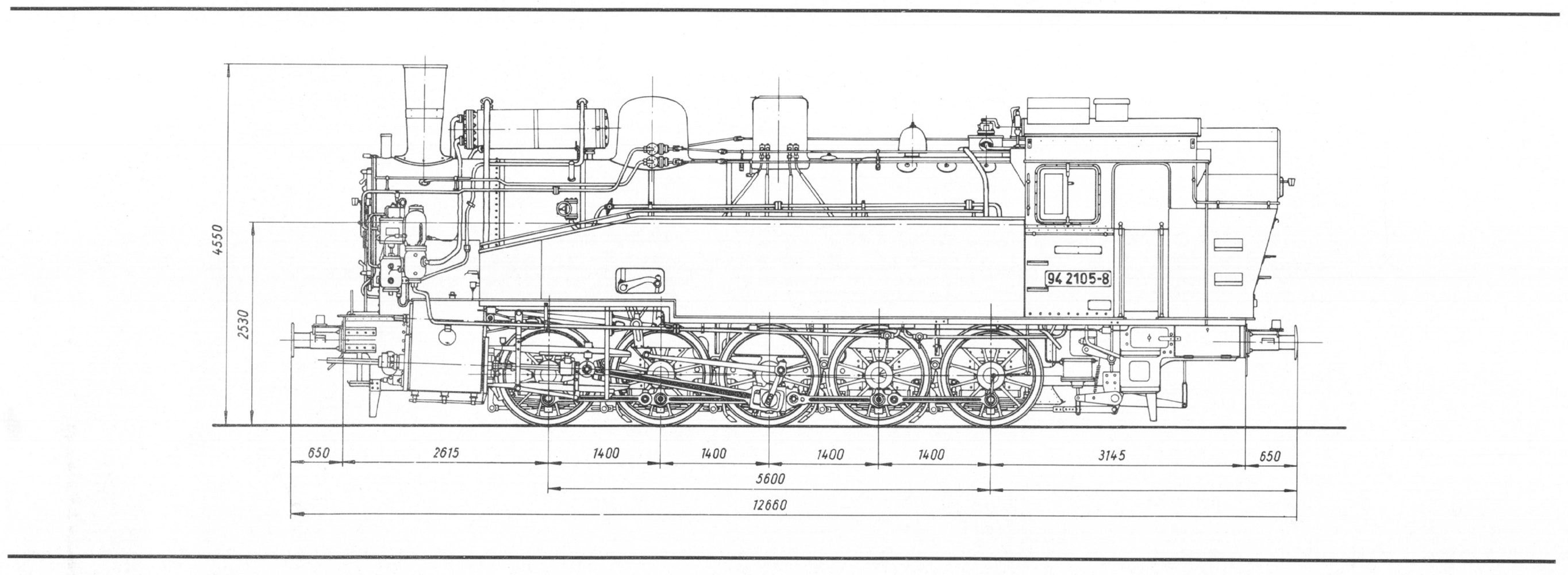
Ausschnitt einer technischen Zeichnung der Dampflokomotive Nummer 94 2105-8 der Deutschen Reichsbahn